# 瘤蝽科
瘤蝽科（学名：Phymatidae），也称粗角刺椿象科，是半翅目下的一个科。

## 下属分类
本科包括以下属：
- Euryphymata Kormilev, 1962
- Neophymata Kormilev, 1962